# 右昌三甲福德祠
右昌三甲福德祠，是臺灣高雄市楠梓區右昌的廟宇，為右昌四大古廟之一，主奉福德正神。

## 廟史
三甲福德祠早期只是一塊石碑，舊址位於現在福德祠廟前虎邊石獅子的後方，明鄭永曆二十五年（1671年）右衝庄境主元帥爺公擇地宏建，始成稱號三甲福德祠，祠內主祀土地伯公。三甲福德祠歷經風雨損壞多次整修，至1974年召開第一次信徒代表大會。1976年研議重建，1978年完竣工落成。

## 祀神
福德正神、虎爺

## 外部連結
- 右昌三甲福德祠的Facebook專頁